# 齊藤栄
齊藤 栄（さいとう さかえ、1963年〈昭和38年〉3月17日 - ）は、日本の政治家。静岡県熱海市長（5期）。国土庁職員、岩國哲人衆議院議員、藤末健三参院議員秘書を経て2006年から現職。

## 来歴
東京都生まれ。1985年（昭和60年）3月、東京工業大学工学部土木工学科卒業。1988年（昭和63年）3月、東京工業大学大学院修士課程土木工学専攻修了、同年4月に国土庁（現国土交通省）に入庁。1995年（平成7年）5月、米国デューク大学大学院経営学修士課程修了。
2001年（平成13年）1月学校法人滋慶学園に勤務する。2004年（平成16年）2月、衆議院議員の政策担当秘書となる。同年12月に参議院議員の政策担当秘書となる。
2006年（平成18年）9月10日執行の熱海市長選挙に無所属で出馬。4選を目指す現職の川口市雄、プロレスラーアントニオ猪木の実兄の猪木快守ら3人を破り、初当選を果たす。
2010年（平成22年）9月12日執行の市長選において再選。2014年（平成26年）9月7日執行の市長選において3選。2018年（平成30年）9月9日執行の市長選は告示日（9月2日）に対立候補が立候補しなかったため無投票当選で4選。
2019年（令和元年）5月16日、静岡・愛知・岐阜・三重の4県の市長で構成される東海市長会の会長に選出（任期は6月12日から1年間）。
2021年7月、熱海市伊豆山地区で発生した土石流災害により、28名が死亡する甚大な被害が発生した。
この災害に関して、被災者遺族らは、齊藤市長が盛り土の危険性を認識しながら適切な措置を講じなかったとして、業務上過失致死罪で刑事告訴・告発している。
具体的には、盛り土の危険性を除去するための措置を行わず、避難命令などの安全措置も講じなかったことが問題視された。
2022年6月27日夜、熱海市伊豆山土石流災害が発生から1年を迎えるのを前に齋藤市長が被災者や遺族でつくる「熱海市盛り土流出事故被害者の会」ら3人と市役所で会談し、「行政としてやるべきことができていなかった。申し訳なかった。」と謝罪した。8月16日、犠牲者遺族ら4人が齋藤市長への業務上過失致死容疑での告訴・告発状を熱海警察署に提出した。
2022年9月11日投開票の市長選で5選。

## 人物
好きな言葉は「挑戦、夢、ベンチャー、開拓者精神」である。好きな著書は細川護熙、岩國哲人著『鄙の論理』、ピーター・ドラッカー著『ネクスト・ソサエティ』である。座右の銘は「真実一路 、為せば成る」。家族は妻と2人暮らしである。
無所属であるが、日本共産党の大会に複数回、来賓として出席し挨拶を行っている。2020年1月に開催された日本共産党第28回大会では「常に市民、生活者の視点を持っている日本共産党の役割には大きなものがある」と述べた。2024年1月の第29回大会でも来賓挨拶を行い、「共産党大会で私があいさつをするのは今回で5回目になります」と述べ、自身が同党の「市民が主人公」という理念に共感していることを表明した。